# Лавренюк Ярослав Васильович
Лавренюк Ярослав Васильович (нар. 4 червня 1975, Київ) — український вчений, доктор фізико-математичних наук.

## З творчої біографії
У 1997 р. закінчив механіко-математичний факультет Київського національного університету ім. Т. Г. Шевченка.
У 2000 р. захистив кандидатську дисертацію «Групи автоморфізмів шарово-однорідних дерев».
У 2009 р. захистив докторську дисертацію «Групи гомеоморфізмів канторових просторів».
Працює у Київському національному університеті ім. Т. Г. Шевченка.
Переможець математичного конкурсу НТШ-Америка у 2009 році.